# Rune Velta
Rune Velta (Bærum, 19 de julio de 1989) es un deportista noruego que compitió en salto en esquí.
Ganó cuatro medallas en el Campeonato Mundial de Esquí Nórdico de 2015, dos de oro, una de plata y una de bronce. Participó en los Juegos Olímpicos de Sochi 2014, ocupando el sexto lugar en el trampolín grande por equipos.

## Palmarés internacional
| Campeonato Mundial | Campeonato Mundial | Campeonato Mundial | Campeonato Mundial |
| Año                | Lugar              | Medalla            | Prueba             |
| ------------------ | ------------------ | ------------------ | ------------------ |
| 2015               | Falun (Suecia)     | Medalla de oro     | TN individual      |
| 2015               | Falun (Suecia)     | Medalla de oro     | TG por equipos     |
| 2015               | Falun (Suecia)     | Medalla de plata   | TN equipo mixto    |
| 2015               | Falun (Suecia)     | Medalla de bronce  | TG individual      |